# 威廉·卡卢奇
威廉·卡卢奇（英語：William Carlucci，1967年6月3日—），美国男子赛艇运动员。他曾代表美国参加1996年夏季奥林匹克运动会赛艇比赛，获得男子轻量级四人单桨无舵手铜牌。